# الشرطة الاتحادية الأسترالية
الشرطة الاتحادية الأسترالية (بالإنجليزية: Australian Federal Police) هي قوة عسكرية تابعة لوزارة الداخلية الأسترالية.تأسست في عام 1979م ويقودها حاليا مايكل كينان.